# Basic Instinct
Basic Instinct là một bộ phim điện ảnh giật gân khiêu dâm neo-noir công chiếu năm 1992 do Paul Verhoeven làm đạo diễn và Joe Eszterhas chắp bút viết kịch bản. Phim theo chân thanh tra cảnh sát San Francisco Nick Curran (Michael Douglas) điều tra vụ sát hại dã man một ngôi sao nhạc rock giàu có. Trong quá trình điều tra, Curran vướng vào mối quan hệ nồng nàn và mãnh liệt với Catherine Tramell (Sharon Stone), một nhà văn bí ẩn và nghi phạm chính của vụ án.
Kịch bản của Basic Instinct được Eszterhas phát triển vào thập niên 1980 và trở thành đối tượng của một cuộc chiến đấu thầu. Carolco Pictures đã giành được bản quyền của bộ phim và đưa Verhoeven lên làm đạo diễn. Stone được chọn vào vai Trammell sau khi vai diễn này bị một số nữ diễn viên từ chối. Quá trình sản xuất bị những cuộc biểu tình và xung đột gay gắt giữa Eszterhas và Verhoeven cản trở.
Basic Instinct có buổi ra mắt tại Los Angeles vào ngày 18 tháng 3 năm 1992 và được hãng TriStar Pictures phát hành tại Hoa Kỳ vào ngày 20 tháng 3 năm 1992. Bộ phim nhận được những đánh giá trái chiều sau khi ra rạp; diễn xuất của dàn diễn viên, nhạc nền và dựng phim được tán dương, trong khi kịch bản và phát triển nhân vật bị phê phán. Phim còn gây tranh cãi do nội dung gợi tình trần trụi, bạo lực và miêu tả những mối quan hệ đồng tính luyến ái. Bất chấp phản đối của công chúng, Basic Instinct đã gặt hái thành công về mặt thương mại, thu về 352,9 triệu đô la Mỹ trên toàn thế giới và trở thành phim điện ảnh có doanh thu cao thứ 4 trong năm 1992.
Kể từ khi ra rạp, bộ phim đã trải qua một lần tái đánh giá của giới phê bình. Phim được ghi nhận nhờ những miêu tả đột phá về tình dục trong nền điện ảnh Hollywood đại chúng và được một học giả mô tả là "một kiệt tác phim neo-noir chơi đùa và vi phạm những quy tắc kể chuyện của phim noir." Nhiều phiên bản của bộ phim đã được phát hành trên băng cassette, băng la-de, DVD và Blu-ray, kể cả bản cắt của đạo diễn với những cảnh quay mở rộng mà chưa từng có ở các rạp chiếu phim Bắc Mỹ.
14 năm sau, phần phim tiếp theo là Basic Instinct 2 được phát hành vào năm 2006. Phim có sự tham gia của Stone, nhưng được thực hiện mà không có sự tham gia của Verhoeven hay Douglas. Phim vấp phải những đánh giá tiêu cực và tương đối không thành công.

## Cốt truyện
Thám tử điều tra án mạng Nick Curran điều tra vụ sát hại ngôi sao nhạc rock đã giải nghệ Johnny Boz ở San Francisco. Boz bị đâm chết bằng một cây gậy chọc đá trong lúc đang quan hệ tình dục với một phụ nữ tóc vàng bí ẩn. Nghi phạm chính của Nick là bạn gái của Boz, tiểu thuyết gia hình sự Catherine Tramell; cô là tác giả cuốn tiểu thuyết phản ánh tội ác. Chưa rõ Catherine là hung thủ hay có người đang cố gài bẫy cô. Catherine tỏ ra bất hợp tác và chế nhạo các điều tra viên bằng cách hút thuốc và khoe hàng trong lúc thẩm vấn. Mặc dù cô đã vượt qua bài kiểm tra của máy phát hiện nói dối và được trả tự do, Nick phát hiện ra rằng Catherine có tiền sử kết bạn với những tên sát nhân. Trong số này có cả Roxy Hardy (bạn gái của Catherine, cô này từng bốc đồng lấy mạng hai em trai của mình ở tuổi 16) và Hazel Dobkins (hung thủ giết chồng và con của cô ấy mà chưa rõ nguyên nhân).
Nick (trước đó vô tình bắn chết hai khách du lịch lúc đang phê cocaine trong một nhiệm vụ bí mật) tham gia các buổi tư vấn với Nhà tâm lý học cảnh sát, Bác sĩ Beth Garner. Nick và Beth có một quan hệ tình cảm ngắt quãng. Trong khi đó, Nick phát hiện ra rằng Catherine đang sử dụng mình làm cơ sở cho nhân vật chính trong cuốn sách mới nhất của cô, trong đó nhân vật của anh bị sát hại sau khi yêu nhầm người phụ nữ. Nick nảy sinh nghi ngờ Catherine đã hối lộ Trung úy Marty Nilsen của Bộ Nội vụ để lấy thông tin từ hồ sơ tâm thần của anh. Anh tin rằng trước đó Beth đã đưa hồ sơ của anh cho Nilsen sau khi anh ta đe dọa sẽ đề nghị chấm dứt hợp đồng với Nick. Đáp lại, Nick hành hung Nilsen trong văn phòng của mình. Sau đó, thi thể Nilsen được tìm thấy và Nick trở thành nghi phạm chính. Nick nghi ngờ Catherine là người giết Nilsen. Tuy nhiên, khi hành vi của Nick ngày một tiêu cực, anh bị cấp trên cho nghỉ việc.
Nick và Catherine dấn thân vào một mối tình nồng cháy nhưng căng thẳng giống trò mèo vờn chuột. Một đêm nọ, Nick nhìn thấy Catherine đang hít cocaine với Roxy và một người đàn ông khác tại một câu lạc bộ. Họ khiêu vũ và giao hợp trước khi quay trở lại chỗ của Catherine, nơi Roxy quan sát thấy họ đang quan hệ tình dục thô bạo, Catherine trói Nick vào giường bằng một dải khăn lụa trắng. Mặc dù Catherine không giết anh, nhưng cảnh này phản ánh cách Boz bị cô gái tóc vàng bí ẩn trói lại. Vì ghen tị với Nick, Roxy cố tông chết anh bằng xe của Catherine song lại tử vong khi tai nạn xảy ra. Catherine vô cùng đau buồn trước cái chết của Roxy và thú nhận với Nick về cuộc gặp thời đại học với một cô gái có kết cục tồi tệ. Theo Catherine, cô gái ấy bị ám ảnh với cô, làm Nick tin rằng Catherine có thể không phải hung thủ giết Boz. Sau đó Nick xác định cô gái ấy là Beth, và cô ta thừa nhận cuộc gặp nhưng tuyên bố rằng chính Catherine mới là người bị ám ảnh. Ngoài ra, Nick phát hiện ra rằng một giáo sư đại học của Catherine và Beth đã bị sát hại bằng một cây gậy chọc đá trong một vụ án mạng chưa có lời giải, vụ án ấy đã truyền cảm hứng cho một trong những cuốn tiểu thuyết đầu tay của Catherine.
Nick phát hiện ra những trang cuối trong cuốn sách của Catherine, trong đó nhân vật thám tử hư cấu tìm thấy thi thể của cộng sự trong thang máy. Catherine cắt đứt quan hệ tình cảm của họ, làm Nick bực và nảy sinh nghi ngờ. Nick gặp cộng sự của mình là Gus Moran, anh ta sắp xếp để gặp lại bạn cùng phòng thời đại học của Catherine tại một tòa nhà văn phòng nhằm tiết lộ chuyện gì đã xảy ra giữa Catherine và Beth. Trong lúc Nick đợi trong xe, Gus bị đâm chết bằng một cây gậy chọc đá trong thang máy. Nhớ lại những trang cuối cùng của cuốn sách, Nick chạy vào tòa nhà và tìm thấy thi thể của Gus giống hệt cảnh được mô tả trong sách. Beth bất ngờ đến và nói rằng mình đã nhận được tin nhắn hẹn gặp Gus. Nick nghi ngờ Beth đã sát hại Gus và bắn cô ta khi anh tin rằng cô đang lấy súng. Tuy nhiên, sau đó anh phát hiện ra rằng Beth chỉ đang loay hoay với một vật trang trí trên móc khóa của cô.
Bằng chứng thu thập được từ hiện trường và căn hộ của Beth ám chỉ cô trong các vụ sát hại Boz, Nilsen, Moran và chính chồng cô. Các điều tra viên còn tìm thấy những bộ sưu tập ảnh và mẩu báo hình Catherine thể hiện nỗi ám ảnh của Beth với cô. Nick bối rối và chán nản. Khi anh trở về căn hộ của mình, Catherine gặp anh và giải thích rằng cô miễn cưỡng cam kết với anh vì những người thân yêu của cô cứ qua đời. Tuy nhiên, họ đã làm tình và bàn về tương lai của hai người. Trong lúc ấy, cảnh phim tiết lộ một cái gậy chọc đá nằm dưới gầm giường.

## Phân vai
- Michael Douglas vai Thám tử Nick Curran
- Sharon Stone vai Catherine Tramell
- George Dzundza vai Thám tử Gus Moran
- Jeanne Tripplehorn vai Bác sĩ Beth Garner
- Denis Arndt vai Trung úy Phillip Walker
- Leilani Sarelle vai Roxanne "Roxy" Hardy
- Bruce A. Young vai Andrews
- Chelcie Ross vai Đại úy Talcott
- Dorothy Malone vai Hazel Dobkins
- Wayne Knight vai John Correli
- Daniel von Bargen vai Trung úy Marty Nilsen
- Benjamin Mouton vai Harrigan
- Jack McGee vai Sheriff
- Bill Cable vai Johnny Boz
- Stephen Tobolowsky vai Bác sĩ Lamott
- James Rebhorn vai Bác sĩ McElwaine

## Sản xuất
Kịch bản phim được sáng tác ở thập niên và gây nên một cuộc chiến đấu giá cho đến khi nó được Carolco Pictures mua với giá 3 triệu đô la Mỹ. Eszterhas, người từng nắm vai trò sáng tạo đằng sau một số bộ phim bom tấn như Flashdance (1983) và Jagged Edge (1985), đã hoàn thành kịch bản chỉ trong 13 ngày. Tuy nhiên, Verhoeven đã đề xuất kịch bản có những điều chỉnh mà Eszterhas hoàn toàn không đồng ý, kể cả một cảnh quan hệ tình dục đồng tính nữ mà Eszterhas cho là "bóc lột". Với việc Verhoeven không muốn nhượng bộ, Eszterhas và nhà sản xuất Irwin Winkler đã rời dự án.
Sau đó Gary Goldman được mời viết lại kịch bản tới 4 lần theo đề xuất của Verhoeven. Tuy nhiên, đến kịch bản nháp thứ tư, chính Verhoeven cũng thừa nhận rằng những đề xuất của mình là "không kịch tính" và "thực sự ngu ngốc". Đến bản nháp thứ năm và cũng là bản cuối cùng, kịch bản đã trở lại với tầm nhìn gốc của Eszterhas, cùng với những điều chỉnh nhỏ về hình ảnh và lời thoại. Do đó, Joe Eszterhas là người duy nhất được đề tên biên kịch của bộ phim.
Để chuẩn bị cho cảnh rượt đuổi bằng ô tô, Douglas đã tự mình lái xe lên các bậc thang trên Phố Kearny ở San Francisco trong 4 đêm.

### Tuyển vai
Douglas được chọn tham gia dự án từ rất sớm. Anh đã giới thiệu Kim Basinger cho vai Catherine Tramell, nhưng cô lại từ chối. Anh còn đề xuất Julia Roberts, Greta Scacchi và Meg Ryan nhưng họ đều từ chối vai diễn này. Michelle Pfeiffer, Geena Davis, Kathleen Turner, Kelly Lynch, Ellen Barkin và Mariel Hemingway cũng đều từ chối vai diễn này khi nhận được lời mời của Verhoeven và các nhà sản xuất.
Verhoeven đã cân nhắc mời Demi Moore, nhưng cuối cùng chốt Sharon Stone (người ông từng làm việc cùng trong Total Recall). Verhoeven đặc biệt bị ấn tượng bởi cách mà cô nhanh chóng chuyển từ ác quỷ sang tình yêu trong vài giây trước khi nhân vật của cô chết trong bộ phim đó. Michael Douglas rất buồn khi Stone tương đối vô danh được chọn vào vai này, vì anh quyết tâm mời một nữ minh tinh hạng A khác tham gia bộ phim cùng anh. Lo lắng về việc tự chấp nhận rủi ro, anh cho biết: "Tôi cần một người chia sẻ những rủi ro của bộ phim này. [...] Tôi không muốn ở trên đó một mình. Sẽ có rất nhiều thứ rác rưởi bay xung quanh." Stone được trả 500.000 đô la Mỹ cho vai diễn của mình, trong khi Douglas nhận được 14 triệu đô la Mỹ.

## Nhạc phim

### Soundtrack
| Đánh giá chuyên môn | Đánh giá chuyên môn |
| Nguồn đánh giá      | Nguồn đánh giá      |
| Nguồn               | Đánh giá            |
| ------------------- | ------------------- |
| Filmtracks          | [ 24 ]              |

Nhạc nền phim Basic Instinct do Jerry Goldsmith sáng tác và mang về cho ông đề cử giải Oscar và Quả cầu vàng. Goldsmith mô tả quá trình sáng tác là một thách thức, ông kể rằng, "Basic Instinct có lẽ là [nhạc nền] khó nhất mà tôi từng thực hiện. Đó là một câu chuyện rất phức tạp với những nhân vật rất bất thường. Đó là một án mạng bí ẩn, nhưng nó lại không thực sự là một án mạng. Đạo diễn Paul Verhoeven có ý tưởng rất rõ về việc phụ nữ nên như thế nào và tôi đã rất khó khăn để hiểu được. Nhờ có Paul thúc đẩy, tôi nghĩ đó là một trong những phần nhạc nền hay nhất mà tôi từng sáng tác. Đó là một mối quan hệ hợp tác đích thực."

## Phát hành

### Chiếu rạp

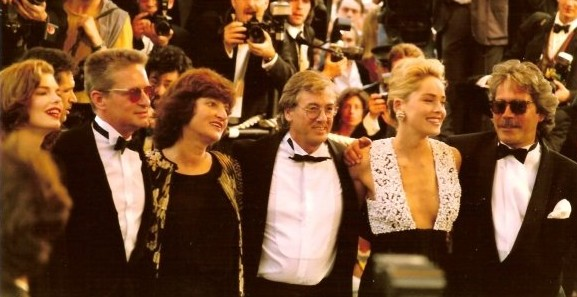
Jeanne Tripplehorn, Michael Douglas, Martine Tours (vợ của Verhoeven), Paul Verhoeven, Sharon Stone và Mario Kassar tại Liên hoan phim Cannes 1992

Bộ phim ra rạp ở Bắc Mỹ vào tháng 3 năm 1992, và sau khi có mặt ở Liên hoan phim Cannes 1992, phim tiếp tục được trình chiếu trên toàn thế giới.

### Nhãn MPAA
Basic Instinct được dán nhãn R vì "bạo lực và nhục dục mạnh, cũng như sử dụng ma túy và ngôn ngữ". Lúc đầu, bộ phim được MPAA dán nhãn NC-17 vì "mô tả cảnh bạo lực cực kỳ phản cảm, nội dung khiêu dâm và ngôn ngữ thô tục". Tuy nhiên, dưới áp lực của TriStar và Carolco, Verhoeven đã cắt 35 đến 40 giây thời lượng bộ phim để có được nhãn R. Verhoeven mô tả những thay đổi trên trong một bài báo trên tờ The New York Times vào tháng 3 năm 1992:
| “ | Thực ra tôi không phải cắt nhiều cảnh, nhưng tôi thay thế chúng từ những góc độ khác nhau, làm cho vừa xúc tích hơn chút, vừa đỡ trực tiếp hơn chút. | ” |

### Băng đĩa tại gia
Sau phiên bản chiếu rạp, một phiên bản chưa bị dán nhãn của bộ phim đã được phát hành trên video vào năm 1992, với thời lượng 129 phút. Năm 1997, một bản DVD "xương trần" chỉ chứa bản dãn nhãn R đã được phát hành, tiếp theo là bản DVD "collector's edition" vào năm 2001. Ấn bản này chứa bản chưa cắt của bộ phim cùng với lời bình của Camille Paglia và một cây gậy chọc đá nhỏ (thực chất là một cây bút), vũ khí mà tên sát nhân lựa chọn. Sau đó phiên bản này (có thời lượng 127 phút) được tái phát hành hai lần vào các năm 2003 và 2006.
Thời lượng chiếu rạp của bộ phim bị cắt từ 35 đến 40 giây để tránh bị dán nhãn NC-17, với một số nội dung bạo lực và gợi tình phản cảm bị lược bỏ. Những thước phim bị thiếu hoặc bị kiểm duyệt, về sau được phát hành trên video và DVD dưới dạng bản cắt của đạo diễn.
Gần đây, vào năm 2021, StudioCanal đã phát hành bản 'collector's edition' 4K Ultra HD phục chế phim trên Blu-ray, DVD và tải kỹ thuật số ở Vương quốc Anh (ngày 14 tháng 6), Úc (ngày 7 tháng 7) và New Zealand (ngày 14 tháng 7) . Việc phục chế phim do đạo diễn giám sát và hoàn thành vào năm 2019–2020, sử dụng âm bản 35MM gốc. Ngoài ra, một bộ phim tài liệu mới có tựa "Basic Instinct, Sex, Death & Stone" đã được bổ sung vào dưới dạng tính năng đặc biệt.

## Đón nhận

### Doanh thu phòng vé
Basic Instinct khởi chiếu tại các rạp ở Hoa Kỳ và Canada vào ngày 20 tháng 3 năm 1992, và trở thành một trong những bộ phim có doanh thu cao nhất năm đó. Phim ra mắt ở vị trí số một tại phòng vé Hoa Kỳ, thu về 15 triệu đô la Mỹ trong dịp cuối tuần khởi chiếu. Sau một thời gian ngắn tụt xuống bảng xếp hạng, phim trở lại vị trí quán quân ở tuần thứ 5, nắm giữ vị trí này trong 4 tuần. Tổng cộng, bộ phim đã thu về 117,7 triệu đô la Mỹ tại Hoa Kỳ và Canada. Trên thị trường quốc tế, tác phẩm thu về 352.927.224 đô la Mỹ, trở thành phim có doanh thu cao thứ tư được phát hành vào năm 1992 trên toàn thế giới. Ở Ý, tác phẩm phá kỷ doanh thu mở màn là 5,44 triệu đô la Mỹ và nắm giữ ngôi quán quân trong 4 tuần, chung cuộc thu về 20 triệu đô la Mỹ và trở thành bộ phim có doanh thu cao nhất năm. Đây là bộ phim có doanh thu cao nhất mọi thời đại ở Tây Ban Nha, với tổng doanh thu là 21,6 triệu đô la Mỹ, và ở Anh Quốc, phim đứng đầu trong ba tuần và là phim có doanh thu cao nhất năm với tổng doanh thu là 15,5 triệu bảng Anh. Tác phẩm còn đứng đầu phòng vé của năm ở Pháp (27 triệu đô la Mỹ), Đức (4,5 triệu phí xem phim), Nam Phi (3 triệu đô la Mỹ), Iceland và Ireland. Ở Úc, phim đứng đầu trong ba tuần và là phim có doanh thu cao thứ hai trong năm, thu về 13,1 triệu đô la Úc.

### Đánh giá chuyên môn
Phản ứng của giới phê bình với Basic Instinct là trái chiều. Trên Rotten Tomatoes, bộ phim đạt số điểm 57% dựa trên 74 bài đánh giá, đạt điểm trung bình là 6,20/10 và đồng thuận chung rằng "Dội lại ngẫu nhiên tác phẩm của Alfred Hitchcock, Basic Instinct chứa đựng màn thể hiện làm nên tên tuổi của Sharon Stone, nhưng cuối cùng lại bị hủy hoại bởi cốt truyện có vấn đề và gây sốc quá cẩu thả của phim." Trên Metacritic, bộ phim đạt số điểm 43 dựa trên 28 nhà phê bình, thể hiện các bài đánh giá "trái chiều hoặc trung bình". Khán giả tham gia cuộc thăm dò của CinemaScore chấm phim điểm trung bình là "B+" trên thang điểm từ A+ đến F.
Janet Maslin của The New York Times khen ngợi bộ phim bằng lời bình: "Basic Instinct chuyển phong cách đặc trưng của Ngài Verhoeven với chất liệu thiên hướng hành động sang mảng tình tiết kiểu Hitchcock, và kết quả mang lại hiệu quả rõ rệt ngay cả khi chúng không có ý nghĩa." Peter Travers của Rolling Stone cũng tán dương bộ phim, cho rằng đây là một bộ phim gợi niềm đam mê tội lỗi; anh còn bày tỏ sự ngưỡng mộ đối với phần chỉ đạo của Verhoeven: "tuyệt phẩm điện ảnh của ông đã đáp ứng được kỳ vọng, đặc biệt là khi Sharon Stone bước đi cao ngạo với đủ khêu gợi nhục dục để thiêu đốt màn ảnh," và khen ngợi diễn xuất của Stone: "Stone (một cựu người mẫu) là một người siêu hấp dẫn; cô ấy thậm chí còn khêu gợi được Ah-nold trong Total Recall của Verhoeven. Nhưng việc trở thành điểm sáng trong quá nhiều bộ phim ngớ ngẩn (He Said, She Said; Irreconcilable Differences) đã cản trở sự nghiệp của cô. Mặc dù Basic Instinct định hình Stone thành một bom sex ở thập niên 1990, nhưng nó cũng cho thấy cô có thể tự tin gây cười hay che đậy cảm xúc như nhau."
Nhà phê bình người Úc Shannon J. Harvey của Sunday Times nhận định bộ phim là một trong những "tác phẩm hay nhất đầu thập niên 1990, giúp trao quyền cho phụ nữ nhiều hơn bất kỳ cuộc biểu tình nữ quyền nào. Stone – trong màn thể hiện biến cô thành minh tinh – nóng bỏng và gợi cảm như thể cô là cây gậy chọc đá."
Bộ phim còn vấp phải nhiều lời gièm pha. Roger Ebert của Chicago Sun-Times chấm bộ phim hai trên 4 sao, cho rằng bộ phim được dàn dựng tốt nhưng chìm nghỉm ở nửa giờ cuối: "Bộ phim giống như một trò chơi giải ô chữ. Nó giữ bạn quan tâm cho đến khi bạn giải được nó. Sau đó, nó chỉ là một mảnh vụn vô giá trị với những khoảng trống được lấp đầy." Dave Kehr của Chicago Tribune cũng đưa ra một đánh giá tiêu cực, nhận xét bộ phim là trống rỗng về mặt tâm lý: "Verhoeven không khám phá mặt tối mà chỉ khai thác nó, và điều đó tạo nên mọi khác biệt trên thế giới."

### Tranh cãi
Bộ phim dấy lên tranh cãi khi phát hành do tình dục phản cảm, bạo lực với phụ nữ và mô tả tiêu cực về cả phụ nữ song tính và các mối quan hệ đồng tính luyến ái. Trong những năm gần đây, tranh cãi về bộ phim trở nên tái diễn về phần chỉ đạo của Verhoeven và cách đối xử với Stone và những phụ nữ khác làm việc trong phim.

#### Đương thời
Sau khi kịch bản được chuyển cho các nhóm hoạt động vì quyền của người đồng tính vào đầu năm 1991, những lo ngại đã nảy sinh về việc bộ phim miêu tả các mối quan hệ đồng tính luyến ái và miêu tả một phụ nữ song tính thành một kẻ sát nhân biến thái nhân cách. Các nhà hoạt động cho rằng bộ phim xây dựng theo khuôn mẫu miêu tả tiêu cực và định kiến về người đồng tính trong phim. Trong khi Eszterhas sẵn sàng giải quyết những lo ngại này, thì Verhoeven, Douglas và nhà sản xuất Alan Marshall lại bác bỏ những thay đổi này, cho rằng chúng "làm hao mòn" kịch bản của Eszterhas và "làm giảm tính toàn vẹn của tác phẩm." Khi đoàn phim tiếp tục ghi hình ở San Francisco vào cuối tháng 4 năm 1991, các nhà hoạt động quyền của người đồng tính nam và đồng tính nữ cũng như những người biểu tình đã tham dự, làm cho cảnh sát chống bạo động của Sở cảnh sát San Francisco có mặt ở mọi địa điểm để quản lý đám đông. Những người biểu tình bên ngoài những nơi quay phim đã giơ những tấm biển có nội dung "Honk if you love the 49ers" (tạm dịch: Bấm còi nếu bạn yêu đội bóng bầu dục 49ers) và "Honk if you love men" (tạm dịch: Bấm còi nếu bạn yêu đàn ông). Ngày 29 tháng 4, Marshall phát lệnh bắt giữ công dân và đích thân xác định danh tính từng người biểu tình mà anh ta muốn bắt giữ. Tuy nhiên, hành động này không dẫn đến bất kỳ hành động nào của sở cảnh sát địa phương.
Những thành viên của nhóm hoạt động đồng tính nữ và song tính LABIA đã phản đối bộ phim vào đêm khởi chiếu. Những người khác cũng đến rạp để ngăn khán giả tham dự các buổi chiếu, mang những tấm biển ghi "Kiss My Ice Pick" (tạm dịch: Hôn cây gậy chọc đá của tôi), "Hollywood Promotes Anti-Gay Violence" (tạm dịch: Hollywood thúc đẩy bạo lực chống đồng tính) và "Catherine Did It!"/"Save Your Money—The Bisexual Did It" (tạm dịch: Catherine là hung thủ!"/"Tiết kiệm tiền của bạn đi—Người song tính là hung thủ"). Bản thân Verhoeven bảo vệ quyền biểu tình của các nhóm, nhưng phê phán những hành động gây rối của họ, cho rằng "Chủ nghĩa phát xít không ở chỗ lên tiếng; chủ nghĩa phát xít không chấp nhận sự phản đối."
Nhà phê bình phim Roger Ebert đã nhắc đến tranh cãi trong bài đánh giá của mình: "Đối với các nhân vật đồng tính bị cáo buộc là gây xúc phạm: Những người phản đối bộ phim có thể lưu ý thực tế rằng những nhân vật dị tính trong phim này (bắt đầu bằng Douglas) cũng gây xúc phạm không kém. Tuy nhiên, vẫn có một điểm cần lưu ý về việc Hollywood liên tục nhấn mạnh việc đóng khung những người đồng tính luyến ái—đặc biệt là người đồng tính nữ—là những kẻ tâm thần méo mó và ác độc." Camille Paglia kịch liệt phản đối nhà hoạt động đồng tính và những cuộc biểu tình nữ quyền phản đối Basic Instinct, đồng thời gọi diễn xuất của Sharon Stone là "một trong những màn thể hiện tuyệt vời của một phụ nữ trong lịch sử màn ảnh", khen ngợi nhân vật của cô là "một nhân vật phụ nữ quyến rũ vĩ đại, như chính Mona Lisa, như một nữ thần ngoại giáo."
Những nhóm quyền phụ nữ còn phản đối bộ phim vì tác phẩm mô tả tiêu cực phụ nữ và có cảnh cưỡng hiếp tàn bạo; một chi nhánh của Tổ chức Phụ nữ Quốc gia gọi tác phẩm là "bộ phim kỳ thị phụ nữ trắng trợn nhất trong ký ức gần đây." Thời điểm ấy chủ tịch chi nhánh Los Angeles cho rằng bộ phim đã gửi một thông điệp "rằng phụ nữ thích bạo lực, phụ nữ thích bị lợi dụng, phụ nữ thích bị cưỡng hiếp." Bộ phim cũng bị chỉ trích vì tô điểm hành vi hút thuốc lá. Sau đó nhà biên kịch Joe Eszterhas bị chẩn đoán mắc ung thư vòm họng và công khai xin lỗi vì đã tô điểm việc hút thuốc trong các bộ phim của mình.

#### Tái diễn
Kể từ khi bộ phim được phát hành, Stone đã nhiều lần cáo buộc rằng một cảnh trong đó âm hộ của cô bị lộ ra khi cô ấy bắt chéo chân đã được ghi hình mà nữ diễn viên không hề hay biết. Sau đó Stone cho biết cô được thông báo rằng việc cô không mặc nội y sẽ chỉ được ám chỉ chứ không được thể hiện. Cô đã mặc đồ lót màu trắng cho đến khi Verhoeven nói rằng chúng phản chiếu ánh sáng vào ống kính máy quay và yêu cầu cô cởi chúng ra, đảm bảo với cô ấy rằng sẽ chỉ để người xem nhìn thấy một cái bóng. Stone nói rằng phải đến khi cô xem bộ phim trong một phòng chiếu có khán giả xem thử, cô mới biết về cảnh khỏa thân có thể bị khán giả nhìn thấy, làm cô tát vào mặt Verhoeven và rời khỏi buổi chiếu. Trong cuốn hồi ký năm 2021 của mình, Stone một lần nữa cáo buộc rằng cô đã bị Verhoeven lừa dối về hoàn cảnh ghi hình cảnh này, mặc dù sau cùng cô không tìm kiếm lệnh cấm của tòa. Verhoeven trả lời rằng đó là điều "bất khả thi" và "cô ấy biết chính xác những gì chúng tôi đang làm." Tuy nhiên, mặc dù có ký ức "hoàn toàn khác" về cảnh cụ thể, ông vẫn khen ngợi màn thể hiện của Stone và cho biết họ đang có quan hệ tốt. Tuy nhiên, trong cuộc phỏng vấn với Inside the Actors Studio năm 1998, Stone chia sẻ rằng mặc dù ban đầu rất tức giận, nhưng cô nhận ra quyết định của đạo diễn là đúng: "Và tôi đã suy nghĩ về chuyện đó trong ít ngày và tôi biết trong thâm tâm mình, ông ta đúng. Tôi ghét việc cảnh đó tồn tại, tôi ghét nó hơn việc ông ta cướp nó khỏi tay tôi thay vì cho phép tôi lựa chọn. Nhưng ông ta đã đúng."
Jeanne Tripplehorn cũng chia sẻ rằng cảnh quay khét tiếng mà nhân vật của cô và Douglas quan hệ tình dục tàn bạo, bầm tím có phần "nhẹ nhàng" hơn khi cô được Verhoeven mô tả trước khi quay.
Trong phiên tòa xét xử vụ sát hại Lâm Tuấn, công tố viên tuyên bố rằng Luka Magnotta được truyền cảm hứng từ bộ phim và nhân vật Catherine Tramell của Stone.

### Đề cử và giải thưởng
| Giải thưởng                          | Hạng mục                                   | Người nhận                                      | Kết quả   |
| ------------------------------------ | ------------------------------------------ | ----------------------------------------------- | --------- |
| 20/20 Awards                         | Nữ diễn viên xuất sắc nhất                 | Sharon Stone                                    | Đề cử     |
| Giải Oscar                           | Dựng phim xuất sắc nhất                    | Frank J. Urioste                                | Đề cử     |
| Giải Oscar                           | Nhạc nền phim xuất sắc nhất                | Jerry Goldsmith                                 | Đề cử     |
| Awards Circuit Community Awards      | Nữ diễn viên chính xuất sắc nhất           | Sharon Stone                                    | Đề cử     |
| Awards Circuit Community Awards      | Dựng phim xuất sắc nhất                    | Frank J. Urioste                                | Đề cử     |
| BMI Film & TV Awards                 | Giải nhạc phim                             | Jerry Goldsmith                                 | Đoạt giải |
| Liên hoan phim Cannes                | Cành cọ vàng                               | Paul Verhoeven                                  | Đề cử     |
| Giải Hiệp hội phê bình phim Chicago  | Nữ diễn viên chính xuất sắc nhất           | Sharon Stone                                    | Đề cử     |
| DVD Exclusive Awards                 | Phim tài liệu hồi tưởng gốc hay nhất       | Jeffrey Schwarz                                 | Đề cử     |
| Giải Quả cầu vàng                    | Nữ diễn viên phim chính kịch xuất sắc nhất | Sharon Stone                                    | Đề cử     |
| Giải Quả cầu vàng                    | Nhạc nền phim điện ảnh xuất sắc nhất       | Jerry Goldsmith                                 | Đề cử     |
| Giải Mâm xôi vàng                    | Nam diễn viên chính tồi nhất               | Michael Douglas (cũng cho phim Shining Through) | Đề cử     |
| Giải Mâm xôi vàng                    | Nữ diễn viên phụ tồi nhất                  | Jeanne Tripplehorn                              | Đề cử     |
| Giải Mâm xôi vàng                    | Ngôi sao mới tồi nhất                      | Màn tri ân Theodore Cleaver của Sharon Stone    | Đề cử     |
| Golden Screen Awards                 | Golden Screen Awards                       | Golden Screen Awards                            | Đoạt giải |
| Giải Viện Hàn lâm Nhật Bản           | Phim ngoại ngữ xuất sắc                    | Phim ngoại ngữ xuất sắc                         | Đề cử     |
| Giải Điện ảnh MTV                    | Phim điện ảnh của năm                      | Phim điện ảnh của năm                           | Đề cử     |
| Giải Điện ảnh MTV                    | Nam diễn viên điện ảnh xuất sắc nhất       | Michael Douglas                                 | Đề cử     |
| Giải Điện ảnh MTV                    | Nữ diễn viên điện ảnh xuất sắc nhất        | Sharon Stone                                    | Đoạt giải |
| Giải Điện ảnh MTV                    | Nhân vật nữ được khao khát nhất            | Sharon Stone                                    | Đoạt giải |
| Giải Điện ảnh MTV                    | Phản diện xuất sắc nhất                    | Sharon Stone                                    | Đề cử     |
| Giải Điện ảnh MTV                    | Bộ đôi màn ảnh xuất sắc nhất               | Michael Douglas và Sharon Stone                 | Đề cử     |
| Giải Điện ảnh Thể thao Nikkan Sports | Phim ngoại ngữ xuất sắc nhất               | Phim ngoại ngữ xuất sắc nhất                    | Đoạt giải |
| Giải Sao Thổ                         | Phim kinh dị xuất sắc nhất                 | Phim kinh dị xuất sắc nhất                      | Đề cử     |
| Giải Sao Thổ                         | Đạo diễn xuất sắc nhất                     | Paul Verhoeven                                  | Đề cử     |
| Giải Sao Thổ                         | Kịch bản xuất sắc nhất                     | Joe Eszterhas                                   | Đề cử     |
| Giải Sao Thổ                         | Nữ diễn viên chính xuất sắc nhất           | Sharon Stone                                    | Đề cử     |
| Giải Sao Thổ                         | Nhạc phim xuất sắc nhất                    | Jerry Goldsmith                                 | Đề cử     |